# Stefania Liberakakis

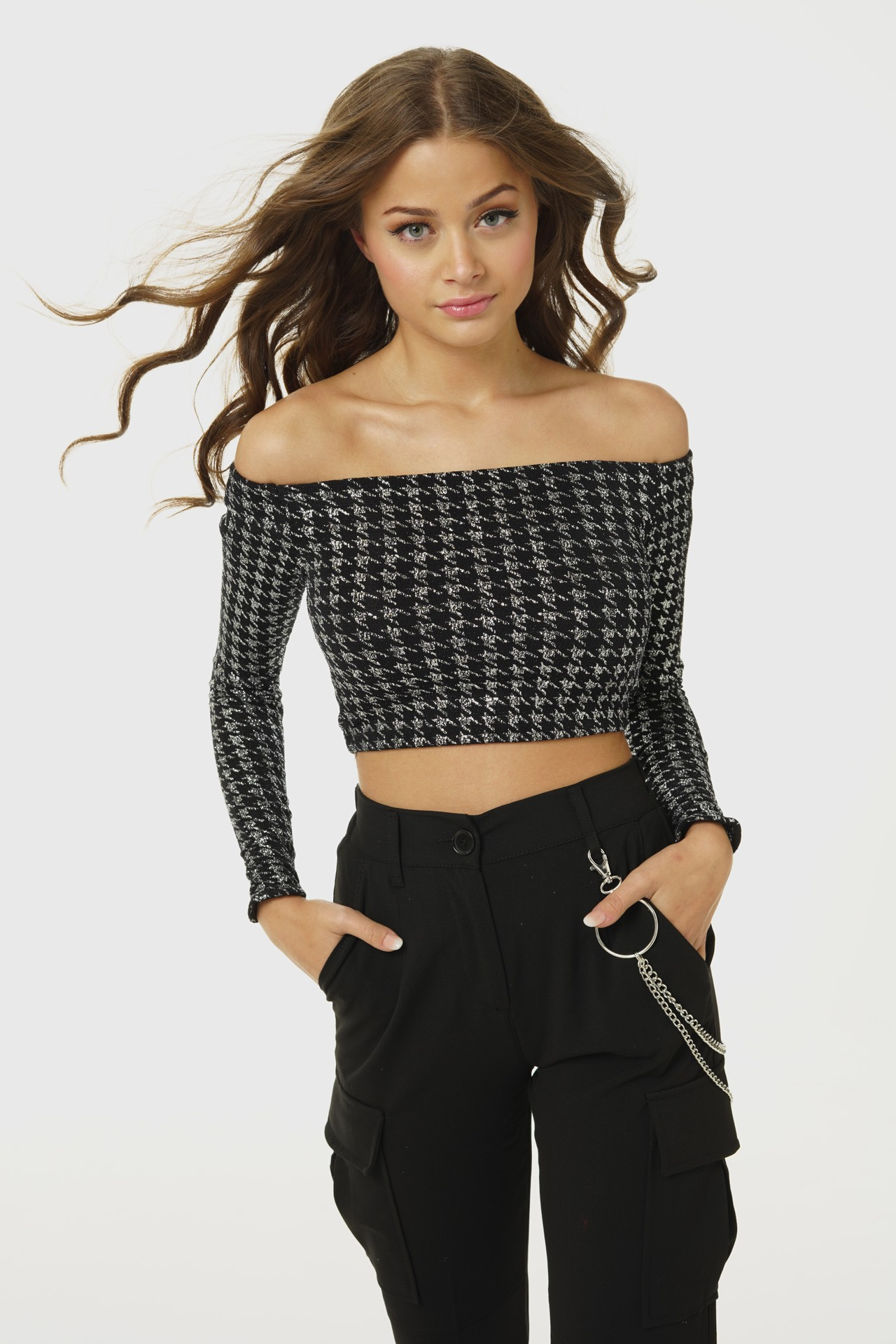
Stefania (2020)

Stefania Liberakakis (griechisch Στεφανία Λυμπερακάκη; * 17. Dezember 2002 in Utrecht), meist kurz Stefania, ist eine griechisch-niederländische Sängerin und Schauspielerin.

## Jugend und Privates
Liberakakis ist in Utrecht in einer Familie mit zwei älteren Geschwistern aufgewachsen. Ihre Eltern stammen aus dem Regionalbezirk Evros in der Region Ostmakedonien und Thrakien in Griechenland.
Liberakakis war 2,5 Jahre lang in einer Beziehung mit dem niederländischen Sänger, Schauspieler und Mitglied der Band Fource Jannes Heuvelmans, welche im Frühjahr 2021 beendet wurde.

## Karriere
2014 war Liberakakis zum ersten Mal im niederländischen Fernsehen als Teilnehmerin der dritten Staffel von The Voice Kids zu sehen und kam ins Team von Marco Borsato, schied aber in der folgenden Battle-Runde aus. Danach sang sie zwei Jahre lang im Kinderchor Kinderen voor Kinderen.
2016 war sie Mitglied der Gruppe Kisses, die von AVROTROS ausgewählt wurde, um die Niederlande beim Junior Eurovision Song Contest 2016 in Malta mit dem Song Kisses and Dancin’ zu vertreten. Kisses erreichte mit 174 Punkten den achten Platz. 
Zwei Jahre später veröffentlichte sie ihre erste Solo-Single Stupid Reasons. Danach folgten drei weitere Singles. 2019 spielte sie in der Fernsehserie Brugklas und in drei Spielfilmen. Auf YouTube ist sie einer der Moderatoren der Kanäle MEIDEN Magazine und Yours Daily. 

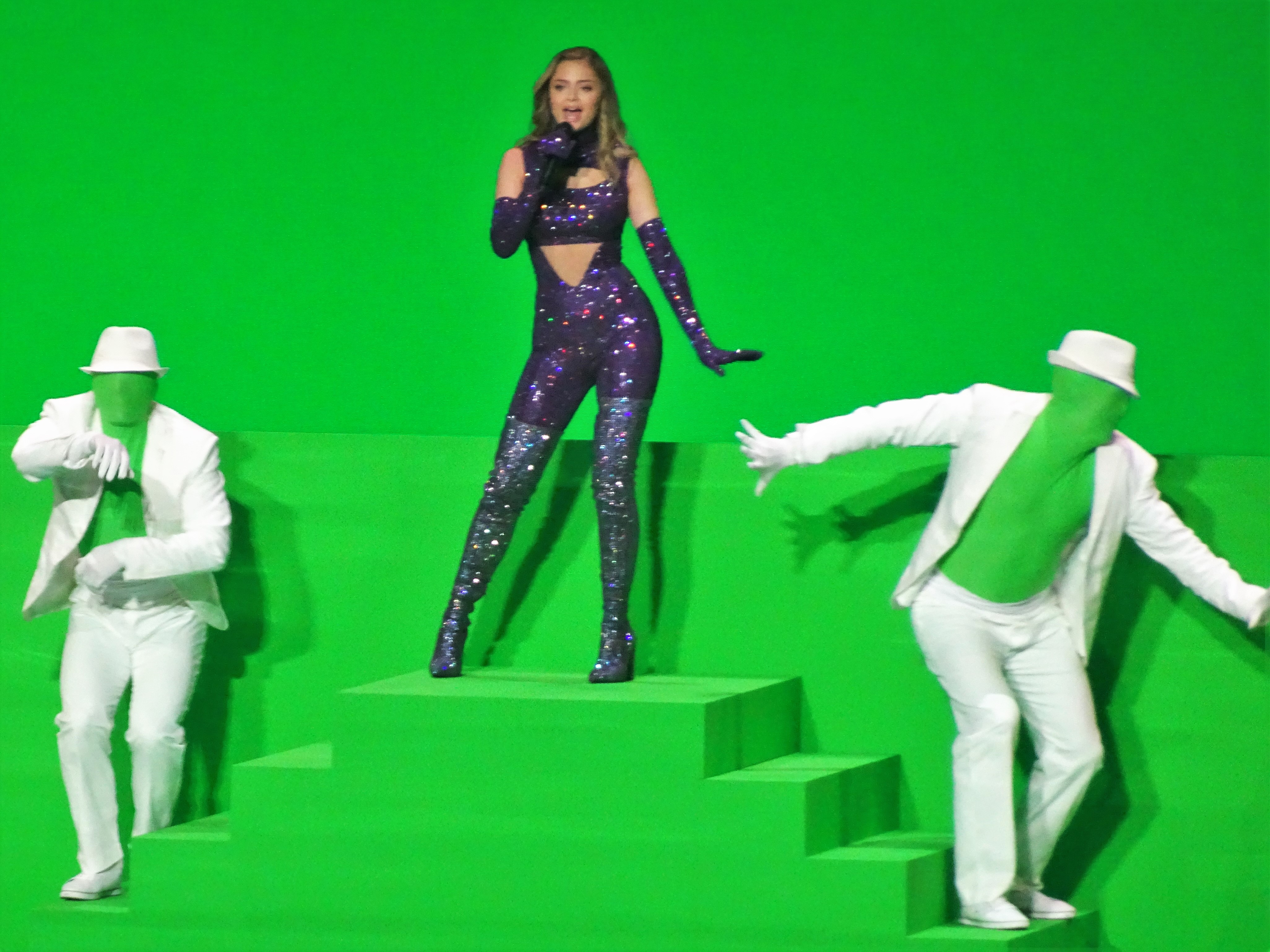
Liberakakis beim ESC 2021. Für die Spezialeffekte wurde ein Greenscreen verwendet.

2020 wählte der griechische Sender ERT Liberakakis aus, um Griechenland beim Eurovision Song Contest 2020 in Rotterdam mit dem Song SUPERG!RL zu vertreten. Das Lied wurde von Dimitris Kontopoulos zusammen mit dem Produktionsteam Arcade und Sharon Vaughn geschrieben. Der Wettbewerb musste aber am 18. März 2020 aufgrund der COVID-19-Pandemie abgesagt werden. Beim Eurovision Song Contest 2021 ging sie mit dem Lied Last Dance an den Start und belegte den zehnten Platz.

## Diskografie
- 2018: Stupid Reasons
- 2018: Stupid Reasons (Neil Alexander Remix)
- 2019: Wonder
- 2019: I’m Sorry (Whoops!)
- 2019: Turn Around
- 2020: Supergirl
- 2021: Last Dance
- 2021: Voor Een Ander (mit Tommie Christiaan)
- 2021: Mucho Calor
- 2021: Words
- 2022: Wait no More
- 2022: You Lost Me
- 2022: Run Together
- 2023: B.E.D.A.N.K.T.
- 2025: Bliksem

## Filmografie
- 2019: Brugklas: de tijd van m’n leven
- 2019: Der Club der hässlichen Kinder (De club van lelijke kinderen)
- 2019: 100% Coco New York
- 2022: Misfit: The Switch